# Clapham
Clapham è un quartiere di circa 40 000 abitanti nel sud-ovest di Londra sito nel borgo di Lambeth.

## Storia
L'attuale Clapham High Street è un'antica "deviazione" della strada militare romana Stane Street, che andava da Londra a Chichester. Questa prosegue in Clapham Road e quindi in Abbeville Road. L'antico status di questa strada militare è registrato su un cippo/altare romano ora collocato presso l'ingresso della biblioteca di Clapham, nel centro storico, scoperto durante le operazioni di costruzione a Clapham Common South Side nel 1912. Realizzato da Vitus Ticinius Ascanius, in base alla sua iscrizione, si stima risalga al I secolo.
Secondo la storia della famiglia Clapham, gestita dal College of Heralds, nel 965 il re Edgardo d'Inghilterra diede una concessione di terra a Clapham a Jonas, figlio del duca di Lorena, e Jonas, da allora, fu noto come Jonas "de [di] Clapham". La famiglia mantenne il possesso della terra fino a quando il pronipote di Jonas Arthur si schierò contro Guglielmo il Conquistatore durante l'invasione normanna del 1066 e, perdendo la terra, fuggì a nord (dove la famiglia Clapham rimase da allora in poi, soprattutto nello Yorkshire).
Clapham appare nel Domesday Book come Clopeham. Risultava sotto Gisfrid (Geoffrey) de Mandeville e il suo patrimonio era costituito da 3 hide, 6 appezzamenti per l'allevamento di otto bovini ciascuno e 5 acri di prato. Aveva una rendita di 7 £, 10 scellini ed era ubicato a Brixton hundred.
Per un millennio Clapham fu una parrocchia del Surrey nella diocesi di Winchester. Fu solo con la costituzione del Metropolitan Board of Works che fu inserita nel nuovo distretto di Wandsworth, venendo coinvolta nelle vicende della capitale. Con la riforma amministrativa del 1965 trovò la sua attuale collocazione nel borgo di Londra di Lambeth.

## Geografia
Rispetto al sistema postale, Clapham comprende gran parte del SW4 come attualmente definito, almeno sin dalla conquista normanna fino al 1885, e parte di SW8, SW9 e SW12 di Londra. Clapham Common è diviso tra i borghi Wandsworth e Lambeth ma viene amministrato da quest'ultimo. Secondo il censimento del 2011, l'area di Clapham ha una popolazione di of 40 850 abitanti.
La stazione ferroviaria oggi denominata stazione di Clapham Junction, si chiamava in origine Battersea Junction in funzione del nome della zona su cui era ubicata.

## Clapham Common e Clapham Old Town

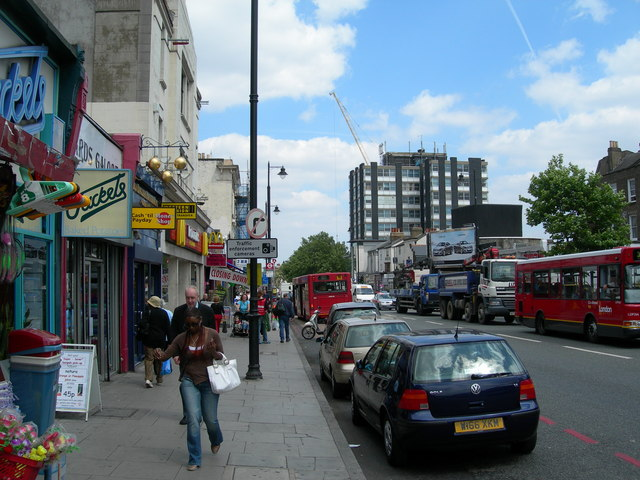
Clapham High St

Clapham Common è un'area verde di 89 ettari, con tre stagni e un palco per la musica. Ai suoi margini sono presenti diversi edifici comprendenti pregiate magioni in stile georgiano e vittoriano. Fra questi la chiesa di Holy Trinity Clapham, un edificio georgiano del XVIII secolo, importante nella storia dell'evangelica setta di Chapham. Clapham Old Town (città vecchia) è una zona elegante e comprende, Clapham High Street, Clapham Manor Street e Venn Street.